# 康斯坦策·曼齐亚利
康斯坦策·曼齐亚利（Constanze Manziarly，1920年4月14日—1945年5月2日失踪），阿道夫·希特勒的厨师和营养师。康斯坦策·曼齐亚利生于奥地利市镇因斯布鲁克。
希特勒曾在1943年下榻贝格霍夫，曼齐亚利从这时起担任他的厨师和营养师，直到希特勒于1945年4月30日在柏林自杀为止。直到1944年底，希特勒的身邊人都觉得曼齐亚利资历太浅，不足以进入他们的社交领域。
1945年4月22日，希特勒亲自要求曼齐亚利和特勞德爾·榮格以及格尔达·克里斯蒂安一起离开柏林。但这三名女性都自愿继续陪伴希特勒，直到他自杀；希特勒似乎也给了她们每人一颗氰化物胶囊，以便她們打算自殺時服用。4月30日，曼齐亚利依然为已经自杀身亡的希特勒做了一顿饭，以蒙骗其他不完全知晓希特勒已死的人。
1945年5月1日，曼齐亚利随親衛隊旅隊領袖威廉·蒙克指挥的一个突围组离开元首地堡。他们一路躲避苏军，向北抵达位于王子大道上的舒尔泰斯-帕岑霍弗尔啤酒厂地窖里的一处德军据点。5月2日凌晨，这个突围小组被苏军俘虏。威廉·蒙克要求组里的四名女性将他的书面报告递交给希特勒的继任者卡尔·邓尼茨。接着，她们四人走出酿酒厂庭院，进入柏林苏占区。后来，四人分散，格尔达·克里斯蒂安和艾尔泽·克吕格尔在一个供水区域等待。曼齐亚利当时身着一件德意志國防軍制服上衣，因此连忙去寻找平民衣装，特勞德爾·榮格则在等着她。特勞德爾·榮格后来看到曼齐亚利被两名苏军士兵带向一条地铁隧道，她安抚特勞德爾·榮格说，“他们要检查我的文件”。自此，曼齐亚利音信全无。